# Bob-Weltcup 2020/21
Der Bob-Weltcup 2020/21 (Sponsorenname: BMW IBSF Weltcup 2020/2021) war eine von der International Bobsleigh & Skeleton Federation (IBSF) veranstaltete Wettkampfserie im Bobsport, in der Wettbewerbe im Zweierbob (Männer und Frauen) sowie im Viererbob (Männer) ausgetragen wurden. Der Weltcup begann am 21. November 2020 in Sigulda und endete am 31. Januar 2021 in Innsbruck-Igls. Aufgrund der COVID-19-Pandemie passte die IBSF den Sportkalender im Vorfeld der Saison an und verlegte mehrere Veranstaltungen, sodass die Weltcuprennen anders als in den Vorjahren ausschließlich in Europa stattfinden. Als Höhepunkt der Saison fand die Weltmeisterschaft vom 5. bis 14. Februar 2021 in Altenberg statt, deren Ergebnisse jedoch nicht zum Weltcup zählten.
23 der insgesamt 24 Rennen entschieden Bobteams des deutschen Verbandes für sich. Bei den Männern gewann Francesco Friedrich mit 15 von 16 möglichen Siegen den Gesamtweltcup sowohl im Zweierbob als auch im Viererbob. In der Zweierbob-Gesamtwertung der Frauen stand am Ende des Winters die Österreicherin Katrin Beierl an erster Stelle. Die meisten Einzelsiege holte Laura Nolte, die drei Rennen auf dem ersten Platz beendete, aber nicht alle Wettkämpfe bestritt. Erst in der zweiten Saisonhälfte stiegen die nordamerikanischen Bobsportler in den Weltcup ein. Kaillie Humphries aus den Vereinigten Staaten gewann den letzten Zweierbob-Wettbewerb der Frauen.
Zeitweise parallel zum Weltcup fand die Frauen-Monobob-Weltserie statt. Durchgehend am gleichen Ort wurden die Rennen zum Skeleton-Weltcup ausgetragen.

## Wettkampfkalender
Im März 2020 veröffentlichte die IBSF den Weltcupkalender für die Saison 2020/21, der Rennen auf acht Bahnen und drei Kontinenten vorsah. Ein halbes Jahr später reagierte der Verband auf Reisebeschränkungen durch die COVID-19-Pandemie, strich – auch zum Schutz der Gesundheit der Athleten – die für Mitte Februar angesetzten Wettkämpfe in Park City und verlegte die Weltmeisterschaft von Lake Placid nach Altenberg, das ursprünglich als Weltcupstation im Dezember eingeplant war. Um dennoch auf die vorgesehene Zahl von acht Weltcupstationen zu kommen, wurden die Weltcups in Sigulda und Innsbruck-Igls in zweiwöchige Veranstaltungen umgewandelt, bei denen jeweils das Doppelte der ursprünglich geplanten Rennzahl im Programm stand. Die IBSF-Generalsekretärin Heike Größwang wies angesichts der sich stetig verändernden Lage darauf hin, dass „Flexibilität […] für alle Interessengruppen von entscheidender Bedeutung sein [werde]“. Ende November entschied die IBSF, auch das für März 2021 geplante Saisonfinale im Yanqing Slinding Centre – zugleich Test für die olympischen Bob-Wettkämpfe von 2022 – abzusagen. Stattdessen wurde eine dritte Weltcupstation in Igls in der letzten Januarwoche als Saisonabschluss eingeplant. Damit fanden sämtliche Weltcuprennen des Winters auf europäischen Bahnen statt.
Der folgende Wettkampfkalender bildet den Planungsstand vom 22. Dezember 2020 ab. Als Zeitraum ist stets die gesamte Wettkampfwoche angegeben, die eigentlichen Weltcupwettbewerbe waren jeweils für Samstag und Sonntag – die beiden letztgenannten Tage pro Station – angesetzt. Weder in Sigulda (wo die Bahn ohnehin nur für Zweierbobrennen ausgelegt ist) noch in Igls fanden Viererbob-Wettkämpfe statt, um die Zahl der anwesenden Athleten möglichst gering zu halten. Stattdessen wurden in den ersten vier Rennwochen jeweils zwei Wettbewerbe im Zweierbob der Männer und einer im Zweierbob der Frauen ausgetragen. Ab der fünften Weltcupstation in Winterberg bestand das Programm pro Station aus jeweils einem Wettkampf im Zweierbob der Frauen und der Männer sowie einem Rennen im Viererbob.
| #   | Datum                 | Land        | Ort            | Wettkampfstätte                      | 2er F | 2er M | 4er |
| --- | --------------------- | ----------- | -------------- | ------------------------------------ | ----- | ----- | --- |
| 1   | 16.–22. November 2020 | Lettland    | Sigulda        | Bob- und Rennschlittenbahn Sigulda   | ●     | ●●    |     |
| 2   | 23.–29. November 2020 | Lettland    | Sigulda        | Bob- und Rennschlittenbahn Sigulda   | ●     | ●●    |     |
| 3   | 7.–13. Dezember 2020  | Österreich  | Innsbruck-Igls | Olympia Eiskanal Innsbruck-Igls      | ●     | ●●    |     |
| 4   | 14.–20. Dezember 2020 | Österreich  | Innsbruck-Igls | Olympia Eiskanal Innsbruck-Igls      | ●     | ●●    |     |
| 5 1 | 4.–10. Januar 2021    | Deutschland | Winterberg     | Veltins-Eisarena                     | ●     | ●     | ●   |
| 6   | 11.–17. Januar 2021   | Schweiz     | St. Moritz     | Olympia Bob Run St. Moritz–Celerina  | ●     | ●     | ●   |
| 7   | 18.–24. Januar 2021   | Deutschland | Königssee      | Kunsteisbahn Königssee               | ●     | ●     | ●   |
| 8   | 25.–31. Januar 2021   | Österreich  | Innsbruck-Igls | Olympia Eiskanal Innsbruck-Igls      | ●     | ●     | ●   |
| WM  | 1.–14. Februar 2021   | Deutschland | Altenberg      | Rennschlitten- und Bobbahn Altenberg | ●     | ●     | ●   |

## Teilnehmerfeld

### Startquoten
| Nationale Startquoten  | Nationale Startquoten | Nationale Startquoten |
| Land                   | Frauen                | Männer                |
| ---------------------- | --------------------- | --------------------- |
| Deutschland            | 3                     | 3                     |
| Russland               | 3                     | 2                     |
| Kanada                 | 3                     | 2                     |
| Vereinigte Staaten     | 3                     | 2                     |
| Volksrepublik China    | 2                     | 2                     |
| Schweiz                | 2                     | 2                     |
| Italien                | 2                     | 2                     |
| Österreich             | 1                     | 2                     |
| Belgien                | 1                     | 0                     |
| Rumänien               | 1                     | 1                     |
| Vereinigtes Königreich | 1                     | 2                     |
| Frankreich             | 1                     | 1                     |
| Australien             | 1                     | 0                     |
| Polen                  | 1                     | 0                     |
| Südkorea               | 1                     | 2                     |
| Lettland               | 0                     | 3                     |
| Tschechien             | 0                     | 1                     |
| Niederlande            | 0                     | 1                     |
| Monaco                 | 0                     | 1                     |
| Japan                  | 0                     | 1                     |
| Jamaika                | 0                     | 1                     |
| Brasilien              | 0                     | 1                     |

Die – in der rechtsstehenden, ausklappbaren Tabelle angezeigte – Zuweisung der Startplätze im Bob-Weltcup 2020/21 orientierte sich an der IBSF-Kombinationsrangliste des Vorjahres, in die Ergebnisse aus dem Weltcup 2019/20 sowie den untergeordneten Rennserien (Europacup und Nordamerikacup) eingingen. Es existierte je eine Rangliste für Frauen und eine für Männer (für die Zweierbob- und Viererbob-Wettkämpfe gemeinsam gewertet wurden). Um als nationaler Verband drei Weltcup-Startplätze zu erhalten, mussten mindestens drei Bobs des Landes unter den ersten 25 Teams der Rangliste klassiert sein. Dieses Kriterium erfüllten bei den Frauen Deutschland, Russland, Kanada und die Vereinigten Staaten, bei den Männern Deutschland und Lettland. Zwei Startplätze ordnete die IBSF den Nationen zu, die mit zwei Teams unter den ersten 35 (bei den Männern: unter den ersten 50) vertreten waren, einen Startplatz erhielten schließlich die Länder, die eines der besten 40 Teams (bei den Männern: eines der besten 55 Teams) stellten. Startberechtigt waren jeweils nur Piloten, die in den vorangegangenen zwei Jahren mindestens fünf vom Weltverband organisierte Rennen auf drei unterschiedlichen Bobbahnen beendet haben.
Eine Sonderregelung gilt für Viererbob-Wettbewerbe: Jeder Nationalverband durfte in diesen Wettkämpfen zwei zusätzliche Teams stellen, wenn sie von Pilotinnen gesteuert werden. Die Öffnung der Viererbobs für Frauen war eine Reaktion der IBSF auf den Wunsch der Sportlerinnen, eigene Wettkämpfe in dieser Klasse auszutragen. Die Zweierbob-Olympiasiegerin Mariama Jamanka kritisierte in einem Interview, diese Maßnahme bringe nichts, da Frauen in einem gemeinsamen Wettbewerb mit Männern nur geringe Aussichten hätten.

### Weltcupteams

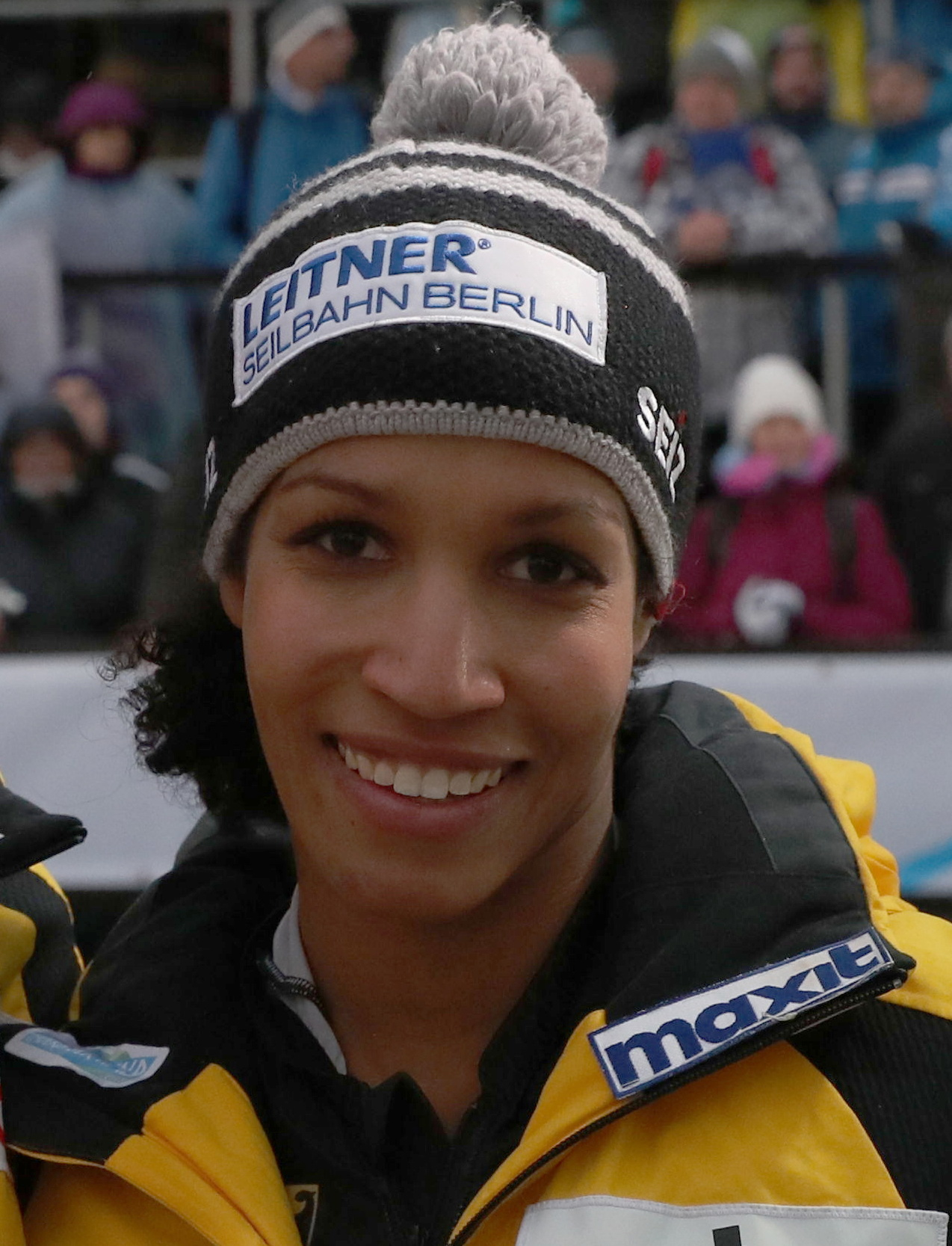
Als Dritte der internen Selektionsrennen erhielt Mariama Jamanka keinen festen Startplatz im deutschen Weltcupteam.

Im März 2020 erklärte der deutsche Bobpilot und neunfache Weltcupsieger Nico Walther seinen Rücktritt aufgrund einer zu Beginn der vergangenen Saison zugezogenen Verletzung an der Wirbelsäule. In der Konkurrenz um den offenen dritten Platz im deutschen Männer-Weltcupteam – neben den gesetzten Bobs von Weltmeister Francesco Friedrich und Vizeweltmeister Johannes Lochner – setzte sich zunächst der deutsche Meister Christoph Hafer durch, nachdem sich Junioren-Weltmeister Richard Oelsner beim letzten Selektionsrennen in Führung liegend verletzt hatte. Am vierten Weltcupwochenende der Saison nominierten die Trainer an der Stelle von Hafer den 23-jährigen Hans Peter Hannighofer, der in Igls sein Debüt in der Rennserie gab und sich in den späteren Zweierbob-Wettkämpfen mit Hafer abwechselte. Auch bei den deutschen Frauen blieb das Weltcupteam nicht über die gesamte erste Saisonhälfte fix: Neben den Erstplatzierten der Auswahlrennen, Laura Nolte und Kim Kalicki, fuhr in den ersten drei Wettkämpfen die Selektionsdritte Mariama Jamanka. Mitte Dezember erhielt die vorjährige Gesamtweltcupsiegerin Stephanie Schneider, die bei den Ausscheidungsrennen hinter Jamanka platziert war, einen Einsatz. Der Rundfunk Berlin-Brandenburg bezeichnete den teaminternen Konkurrenzkampf als „Luxusproblem“: Alle vier deutschen Frauenteams zählten zur Weltspitze und seien in der Lage, um Weltcupsiege mitzufahren. Die Süddeutsche Zeitung sprach den deutschen Bobfahrerinnen zu, „ein bislang unerreichtes Niveau erklommen“ zu haben.
Für die Schweiz nominierte der Nationalverband Swiss Sliding die Bobteams von Martina Fontanive und Melanie Hasler sowie die von Michael Vogt und Simon Friedli nach internen Selektionsrennen für den Weltcup. Am Saisonende kamen an Vogts Stelle Michael Kuonen und Marco Lorenzoni (beziehungsweise Timo Rohner im Viererbob) zu Weltcupeinsätzen. Die beiden österreichischen Männer-Startplätze nahmen die Piloten Benjamin Maier und Markus Treichl ein, österreichische Vertreterin im Frauen-Zweierbob war Katrin Beierl.
Der US-amerikanische Bob- und Skeletonverband gab zwei Monate vor Saisonbeginn bekannt, seine Sportler nicht zu den ersten Weltcupstationen im November und Dezember zu entsenden, um die Gesundheit der Athleten zu schützen und Quarantänezeiten zu minimieren. In das US-Team, das ab Januar 2021 im Weltcup antrat, kehrte Elana Meyers Taylor nach einer Babypause zurück. Als Bob USA-1 gesetzt war die amtierende Weltmeisterin Kaillie Humphries. Bei den Männern wurden Codie Bascue und Geoff Gadbois als Piloten der beiden US-Weltcupbobs ausgewählt. Wie die US-Amerikaner verzichteten die Kanadier auf die erste Saisonhälfte: Der Kanadier Justin Kripps, Olympiazweiter im Zweierbob 2018 und Vorjahresdritter in den Gesamtwertungen des Zweier- und Viererbobweltcups, sagte im November seine Teilnahme an den vorweihnachtlichen Weltcuprennen ab, da die Reisebeschränkungen und Quarantänebestimmungen andernfalls seine Vorbereitung auf die Weltmeisterschaft im Februar behindern würden. In Abwesenheit der Sportler aus den USA und aus Kanada sowie aus China und Südkorea war das Teilnehmerfeld der ersten Saisonhälfte klar europäisch geprägt: Die einzigen außereuropäischen Teams, die im Dezember im Weltcup starteten, waren die Jamaikaner um Pilot Shanwayne Stephens sowie der australische Zweierbob von Breeana Walker.

## Saisonverlauf

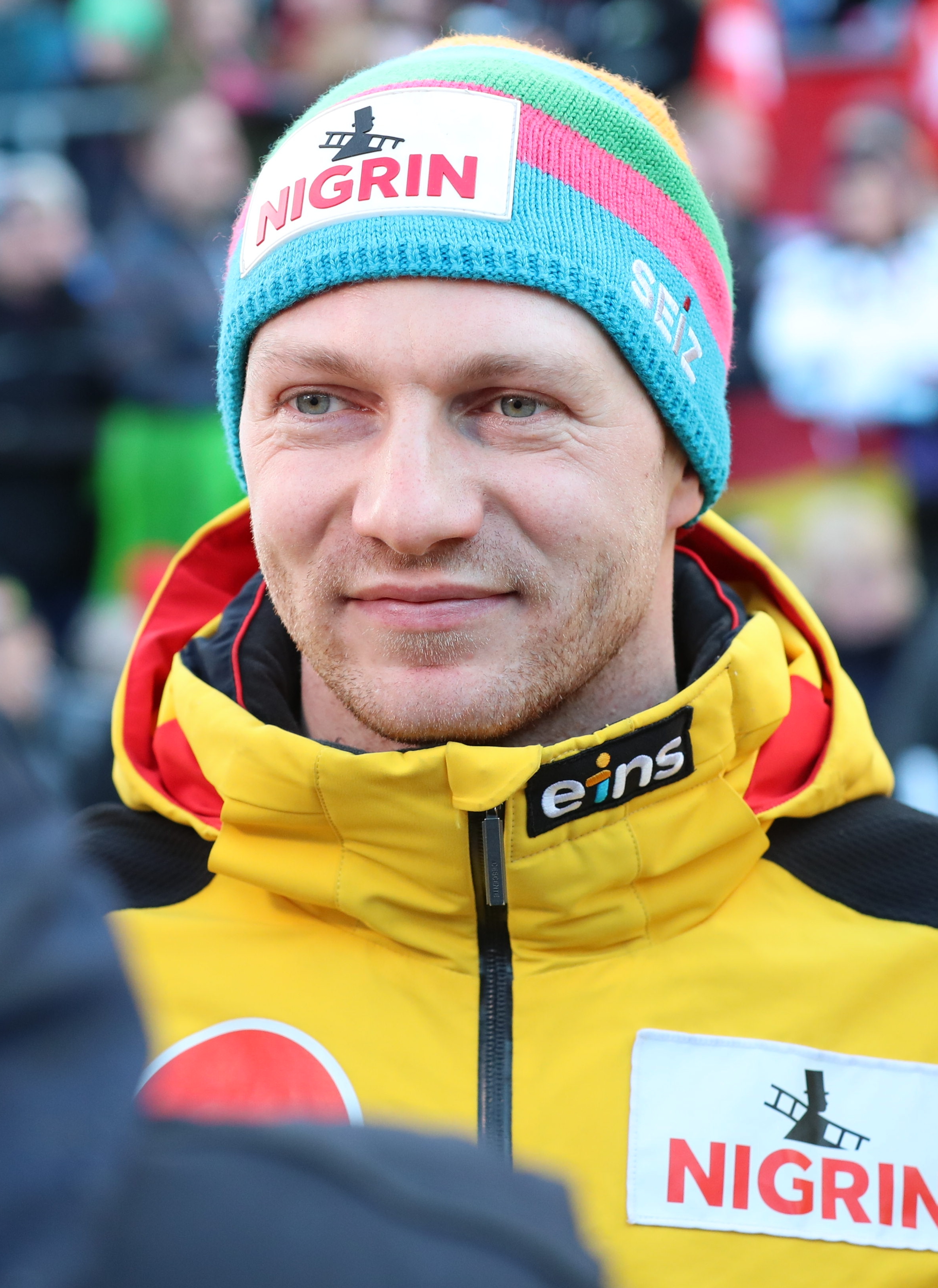
Francesco Friedrich entschied 15 von 16 Saisonrennen für sich.

In der ersten Saisonhälfte bestimmten die deutschen Bobsportler das Weltcupgeschehen bei den Männern wie bei den Frauen und gewannen alle zwölf Wettkämpfe. Francesco Friedrich siegte viermal mit Alexander Schüller als Anschieber, dreimal gemeinsam mit Thorsten Margis, und übernahm frühzeitig die Führung im Gesamtweltcup vor seinem Mannschaftskollegen Johannes Lochner. Bei den Frauen stand zweimal Laura Nolte an erster Stelle sowie je einmal Mariama Jamanka und Stephanie Schneider. Mit zwei zweiten und zwei dritten Rängen sammelte die vierte deutsche Starterin Kim Kalicki in den ersten vier Saisonwochen die meisten Weltcuppunkte und setzte sich – nach der planmäßigen Nichtberücksichtigung Jamankas beim vierten Weltcup – zur Saisonhälfte an die Spitze der Gesamtwertung. (Nolte war beim ersten Saisonrennen in Sigulda gestürzt, hatte den Wettkampf nicht beendet und damit viele Punkte in der Weltcuprangliste verloren.) Mehrmals auf dem Podium standen auch das lettische Duo Oskars Ķibermanis/Matīss Miknis sowie der Schweizer Pilot Michael Vogt und sein Anschieber Sandro Michel. Als einzige Österreicherin und zum ersten Mal in ihrer Laufbahn fuhr Katrin Beierl (mit Jennifer Onasanya) beim Weltcupauftakt auf das Podest.
Vor den ersten Saisonwettkämpfen wurden Athleten aus den Mannschaften der Schweiz, Österreichs und Russlands positiv auf COVID-19 getestet. Als Folge reisten zum Beispiel die Fahrer beider österreichischen Männer-Bobteams – als Kontaktpersonen alternativ quarantänepflichtig – vorzeitig ab. Insbesondere bei den Rennen in Sigulda bestanden die Teilnehmerfelder dementsprechend aus sehr wenigen Athleten: Bei den Frauen waren im ersten Wettkampf neun Zweierbobs am Start, zum zweiten Rennen traten sieben Teams an. Das Fehlen vor allem der nordamerikanischen Sportler ließ Beobachter den sportlichen Wert der Weltcupveranstaltungen in Frage stellen, woraufhin Francesco Friedrich antwortete, „Weltcup [sei] Weltcup“ und die Umstände spielten für seine Bewertung der Wettkämpfe keine Rolle.
Unter den nach dem Jahreswechsel in den Weltcup eingestiegenen nordamerikanischen Bobsportlern erzielten die US-Teams von Kaillie Humphries und Elana Meyers Taylor die besten Ergebnisse: Meyers Taylor stand in den letzten drei Saisonrennen jeweils als Zweite oder Dritte auf dem Podest, Humphries gewann am letzten Januarwochenende das Rennen in Igls und fügte den deutschen Bobs damit die einzige Saisonniederlage zu. Laura Nolte, Stephanie Schneider und Kim Kalicki entschieden die anderen drei Rennen der zweiten Saisonhälfte für sich, wurden aber jeweils in mindestens einem Rennen nicht eingesetzt. Die Weltcupgesamtwertung gewann als erste Österreicherin Katrin Beierl, die in sieben von acht Wettbewerben die ersten fünf Ränge erreicht hatte. Alle acht Männerrennen im Januar 2021 (sowohl im Zweier- als auch im Viererbob) beendete erneut Francesco Friedrich als Erster. Am 10. Januar übertraf er den bis dahin von André Lange gehaltenen Rekord von 45 Weltcupsiegen, den er bis zum Saisonende auf 52 Erfolge verbesserte. In der Zweierbob-Gesamtwertung belegte Johannes Lochner den zweiten Rang hinter Friedrich, im Viererbob fuhren Benjamin Maier und Justin Kripps auf die Plätze zwei und drei des Klassements. Die österreichische Erfolge von Maier und Katrin Beierl wertete Nationaltrainer Wolfgang Stampfer als große Überraschung, nachdem der Verband im internationalen Geschehen in den Jahrzehnten zuvor eine untergeordnete Rolle gespielt hatte.

## Übersicht
| 1. Weltcup in Sigulda, 21./22. November 2020 | 1. Weltcup in Sigulda, 21./22. November 2020      | 1. Weltcup in Sigulda, 21./22. November 2020 | 1. Weltcup in Sigulda, 21./22. November 2020 |
| -------------------------------------------- | ------------------------------------------------- | -------------------------------------------- | -------------------------------------------- |
| Disziplin                                    | Erster Platz                                      | Zweiter Platz                                | Dritter Platz                                |
| Frauen-Zweier                                | DeutschlandMariama Jamanka Vanessa Mark           | ÖsterreichKatrin Beierl Jennifer Onasanya    | DeutschlandKim Kalicki Anabel Galander       |
| Männer-Zweier                                | DeutschlandFrancesco Friedrich Thorsten Margis    | DeutschlandJohannes Lochner Christian Rasp   | SchweizMichael Vogt Sandro Michel            |
| Männer-Zweier                                | DeutschlandFrancesco Friedrich Alexander Schüller | DeutschlandJohannes Lochner Eric Franke      | SchweizMichael Vogt Sandro Michel            |

| 2. Weltcup in Sigulda, 28./29. November 2020 | 2. Weltcup in Sigulda, 28./29. November 2020      | 2. Weltcup in Sigulda, 28./29. November 2020 | 2. Weltcup in Sigulda, 28./29. November 2020 |
| -------------------------------------------- | ------------------------------------------------- | -------------------------------------------- | -------------------------------------------- |
| Disziplin                                    | Erster Platz                                      | Zweiter Platz                                | Dritter Platz                                |
| Frauen-Zweier                                | DeutschlandLaura Nolte Leonie Fiebig              | DeutschlandMariama Jamanka Vanessa Mark      | –                                            |
| Frauen-Zweier                                | DeutschlandLaura Nolte Leonie Fiebig              | DeutschlandKim Kalicki Ann-Christin Strack   | –                                            |
| Männer-Zweier                                | DeutschlandFrancesco Friedrich Thorsten Margis    | LettlandOskars Ķibermanis Matīss Miknis      | SchweizSimon Friedli Gregory Jones           |
| Männer-Zweier                                | DeutschlandFrancesco Friedrich Alexander Schüller | SchweizMichael Vogt Sandro Michel            | DeutschlandJohannes Lochner Christian Rasp   |

| 3. Weltcup in Igls, 12./13. Dezember 2020 | 3. Weltcup in Igls, 12./13. Dezember 2020      | 3. Weltcup in Igls, 12./13. Dezember 2020      | 3. Weltcup in Igls, 12./13. Dezember 2020 |
| ----------------------------------------- | ---------------------------------------------- | ---------------------------------------------- | ----------------------------------------- |
| Disziplin                                 | Erster Platz                                   | Zweiter Platz                                  | Dritter Platz                             |
| Frauen-Zweier                             | DeutschlandLaura Nolte Deborah Levi            | DeutschlandKim Kalicki Ann-Christin Strack     | DeutschlandMariama Jamanka Leonie Fiebig  |
| Männer-Zweier                             | DeutschlandJohannes Lochner Eric Franke        | DeutschlandFrancesco Friedrich Thorsten Margis | LettlandOskars Ķibermanis Matīss Miknis   |
| Männer-Zweier                             | DeutschlandFrancesco Friedrich Thorsten Margis | DeutschlandJohannes Lochner Christian Rasp     | LettlandOskars Ķibermanis Matīss Miknis   |

| 4. Weltcup in Igls, 19./20. Dezember 2020 | 4. Weltcup in Igls, 19./20. Dezember 2020         | 4. Weltcup in Igls, 19./20. Dezember 2020 | 4. Weltcup in Igls, 19./20. Dezember 2020          |
| ----------------------------------------- | ------------------------------------------------- | ----------------------------------------- | -------------------------------------------------- |
| Disziplin                                 | Erster Platz                                      | Zweiter Platz                             | Dritter Platz                                      |
| Frauen-Zweier                             | DeutschlandStephanie Schneider Leonie Fiebig      | DeutschlandLaura Nolte Deborah Levi       | DeutschlandKim Kalicki Ann-Christin Strack         |
| Männer-Zweier                             | DeutschlandFrancesco Friedrich Alexander Schüller | LettlandOskars Ķibermanis Matīss Miknis   | DeutschlandJohannes Lochner Christian Rasp         |
| Männer-Zweier                             | DeutschlandFrancesco Friedrich Alexander Schüller | LettlandOskars Ķibermanis Matīss Miknis   | DeutschlandJohannes Lochner Christian Rasp         |
| Männer-Zweier                             | DeutschlandFrancesco Friedrich Alexander Schüller | LettlandOskars Ķibermanis Matīss Miknis   | DeutschlandHans Peter Hannighofer Marcel Kornhardt |

| 5. Weltcup in Winterberg, 9./10. Januar 2021 | 5. Weltcup in Winterberg, 9./10. Januar 2021                                  | 5. Weltcup in Winterberg, 9./10. Januar 2021                 | 5. Weltcup in Winterberg, 9./10. Januar 2021                        |
| -------------------------------------------- | ----------------------------------------------------------------------------- | ------------------------------------------------------------ | ------------------------------------------------------------------- |
| Disziplin                                    | Erster Platz                                                                  | Zweiter Platz                                                | Dritter Platz                                                       |
| Frauen-Zweier                                | DeutschlandLaura Nolte Deborah Levi                                           | DeutschlandKim Kalicki Ann-Christin Strack                   | ÖsterreichKatrin Beierl Jennifer Onasanya                           |
| Frauen-Zweier                                | DeutschlandLaura Nolte Deborah Levi                                           | DeutschlandKim Kalicki Ann-Christin Strack                   | DeutschlandMariama Jamanka Leonie Fiebig                            |
| Männer-Zweier                                | DeutschlandFrancesco Friedrich Thorsten Margis                                | DeutschlandJohannes Lochner Eric Franke                      | ÖsterreichBenjamin Maier Markus Sammer                              |
| Männer-Vierer                                | DeutschlandFrancesco Friedrich Alexander Schüller Thorsten Margis Candy Bauer | KanadaJustin Kripps Ryan Sommer Benjamin Coakwell Cam Stones | ÖsterreichBenjamin Maier Kristian Huber Markus Sammer Sascha Stepan |

| 6. Weltcup in St. Moritz, 16./17. Januar 2021 | 6. Weltcup in St. Moritz, 16./17. Januar 2021                                      | 6. Weltcup in St. Moritz, 16./17. Januar 2021                            | 6. Weltcup in St. Moritz, 16./17. Januar 2021                |
| --------------------------------------------- | ---------------------------------------------------------------------------------- | ------------------------------------------------------------------------ | ------------------------------------------------------------ |
| Disziplin                                     | Erster Platz                                                                       | Zweiter Platz                                                            | Dritter Platz                                                |
| Frauen-Zweier                                 | DeutschlandStephanie Schneider Leonie Fiebig                                       | Vereinigte StaatenElana Meyers Taylor Sylvia Hoffmann                    | SchweizMelanie Hasler Irina Strebel                          |
| Männer-Zweier                                 | DeutschlandFrancesco Friedrich Alexander Schüller                                  | DeutschlandJohannes Lochner Florian Bauer                                | KanadaJustin Kripps Cam Stones                               |
| Männer-Vierer                                 | DeutschlandFrancesco Friedrich Alexander Schüller Thorsten Margis Martin Grothkopp | ÖsterreichBenjamin Maier Kristian Huber Markus Sammer Danut Ion Moldovan | KanadaJustin Kripps Ryan Sommer Benjamin Coakwell Cam Stones |

| 7. Weltcup in Königssee, 23./24. Januar 2021 | 7. Weltcup in Königssee, 23./24. Januar 2021                                       | 7. Weltcup in Königssee, 23./24. Januar 2021                             | 7. Weltcup in Königssee, 23./24. Januar 2021                         |
| -------------------------------------------- | ---------------------------------------------------------------------------------- | ------------------------------------------------------------------------ | -------------------------------------------------------------------- |
| Disziplin                                    | Erster Platz                                                                       | Zweiter Platz                                                            | Dritter Platz                                                        |
| Frauen-Zweier                                | DeutschlandKim Kalicki Ann-Christin Strack                                         | DeutschlandStephanie Schneider Tamara Seer                               | Vereinigte StaatenElana Meyers Taylor Sylvia Hoffmann                |
| Männer-Zweier                                | DeutschlandFrancesco Friedrich Thorsten Margis                                     | DeutschlandJohannes Lochner Eric Franke                                  | ÖsterreichBenjamin Maier Kristian Huber                              |
| Männer-Vierer                                | DeutschlandFrancesco Friedrich Alexander Schüller Thorsten Margis Martin Grothkopp | ÖsterreichBenjamin Maier Kristian Huber Markus Sammer Danut Ion Moldovan | DeutschlandJohannes Lochner Christian Rasp Eric Franke Florian Bauer |

| 8. Weltcup in Igls, 30./31. Januar 2021 | 8. Weltcup in Igls, 30./31. Januar 2021                                       | 8. Weltcup in Igls, 30./31. Januar 2021                                  | 8. Weltcup in Igls, 30./31. Januar 2021                      |
| --------------------------------------- | ----------------------------------------------------------------------------- | ------------------------------------------------------------------------ | ------------------------------------------------------------ |
| Disziplin                               | Erster Platz                                                                  | Zweiter Platz                                                            | Dritter Platz                                                |
| Frauen-Zweier                           | Vereinigte StaatenKaillie Humphries Lolo Jones                                | Vereinigte StaatenElana Meyers Taylor Lake Kwaza                         | ÖsterreichKatrin Beierl Jennifer Onasanya                    |
| Männer-Zweier                           | DeutschlandFrancesco Friedrich Alexander Schüller                             | LettlandOskars Ķibermanis Matīss Miknis                                  | RusslandRostislaw Gaitjukewitsch Michail Mordassow           |
| Männer-Vierer                           | DeutschlandFrancesco Friedrich Thorsten Margis Candy Bauer Alexander Schüller | ÖsterreichBenjamin Maier Danut Ion Moldovan Markus Sammer Kristian Huber | KanadaJustin Kripps Ryan Sommer Cam Stones Benjamin Coakwell |

## Gesamtwertungen

### Frauen Zweierbob
| Rang | Pilotin             | SIG1 | SIG2 | IGL1 | IGL2 | WIN | STM | KÖN | SIG3 | Punkte |
| ---- | ------------------- | ---- | ---- | ---- | ---- | --- | --- | --- | ---- | ------ |
| 01   | Katrin Beierl       | 02   | 04   | 05   | 04   | 03  | 10  | 05  | 03   | 1506   |
| 02   | Kim Kalicki         | 03   | 02   | 02   | 03   | 02  | –   | 01  | 06   | 1431   |
| 03   | Mariama Jamanka     | 01   | 02   | 03   | –    | 03  | 04  | 06  | 08   | 1363   |
| 04   | Andreea Grecu       | 06   | 06   | 09   | 06   | 08  | 11  | 13  | 09   | 1248   |
| 05   | Laura Nolte         | DNF  | 01   | 01   | 02   | 01  | 06  | –   | –    | 1061   |
| 06   | Melanie Hasler      | 04   | 05   | 07   | 05   | 13  | 03  | –   | –    | 1048   |
| 07   | Martina Fontanive   | 08   | DSQ  | 11   | 13   | 14  | 05  | 10  | –    | 0856   |
| 08   | Breeana Walker      | –    | –    | 08   | 10   | 09  | 09  | 12  | 13   | 0856   |
| 09   | Mica McNeill        | –    | –    | 04   | 07   | 12  | 16  | 14  | 14   | 0808   |
| 10   | Elana Meyers Taylor | –    | –    | –    | –    | 07  | 02  | 03  | 02   | 0788   |
| 11   | Margot Boch         | 05   | –    | 06   | 08   | 10  | 17  | –   | –    | 0752   |
| 12   | Kaillie Humphries   | –    | –    | –    | –    | 08  | 07  | 06  | 01   | 0745   |
| 13   | Stephanie Schneider | –    | –    | –    | 01   | –   | 01  | 02  | –    | 0660   |
| 14   | An Vannieuwenhuyse  | –    | –    | –    | 11   | 15  | 15  | 11  | 15   | 0584   |
| 15   | Christine de Bruin  | –    | –    | –    | –    | 05  | 08  | 04  | –    | 0536   |
| 16   | Nadeschda Sergejewa | –    | –    | –    | –    | 16  | 14  | 09  | 10   | 0504   |
| 17   | Lubov Chernykh      | –    | –    | –    | 09   | 11  | 18  | –   | 12   | 0496   |
| 18   | Giada Andreutti     | –    | –    | 10   | 12   | –   | –   | 18  | 17   | 0440   |
| 19   | Alysia Rissling     | –    | –    | –    | –    | –   | 11  | 08  | 11   | 0432   |
| 20   | Sylwia Smolarek     | 07   | –    | 12   | 14   | –   | –   | –   | –    | 0408   |
| 21   | Anastasija Makarova | –    | –    | –    | –    | 17  | 13  | –   | 16   | 0304   |
| 22   | Melissa Lotholz     | –    | –    | –    | –    | –   | –   | 10  | 05   | 0288   |
| 23   | Cynthia Appiah      | –    | –    | –    | –    | –   | –   | –   | 04   | 0192   |
| 24   | Lisa Buckwitz       | –    | –    | –    | –    | –   | –   | –   | 07   | 0168   |
| 25   | Alena Osipenko      | –    | –    | –    | –    | –   | –   | 16  | –    | 0096   |
| 26   | Kim Yoo-ran         | –    | –    | –    | –    | –   | –   | 17  | 0    | 1288   |
| 27   | Brittany Reinbolt   | –    | –    | –    | –    | 18  | –   | –   | –    | 1280   |

### Männer Zweierbob
| Rang | Pilot                    | SIG1 | SIG2 | SIG3 | SIG4 | IGL1 | IGL2 | IGL3 | IGL4 | WIN | STM | KÖN | IGL5 | Punkte |
| ---- | ------------------------ | ---- | ---- | ---- | ---- | ---- | ---- | ---- | ---- | --- | --- | --- | ---- | ------ |
| 01   | Francesco Friedrich      | 01   | 01   | 01   | 01   | 02   | 01   | 01   | 01   | 01  | 01  | 01  | 01   | 2685   |
| 02   | Johannes Lochner         | 02   | 02   | 05   | 03   | 01   | 02   | 03   | 03   | 02  | 02  | 02  | 05   | 2453   |
| 03   | Dominik Dvořák           | 08   | 10   | 06   | 10   | 04   | 05   | 08   | 09   | 11  | 12  | 14  | 04   | 1880   |
| 04   | Oskars Ķibermanis        | 06   | 08   | 02   | 07   | 03   | 03   | 02   | 02   | –   | –   | 15  | 02   | 1848   |
| 05   | Michael Vogt             | 03   | 03   | 08   | 02   | 04   | 15   | 05   | 07   | 04  | 05  | –   | –    | 1794   |
| 06   | Simon Friedli            | 09   | 06   | 03   | DNF  | 11   | 09   | 10   | 14   | 10  | 08  | 16  | –    | 1472   |
| 07   | Oskars Melbārdis         | –    | –    | 07   | 04   | 10   | 10   | 11   | 06   | –   | 06  | 06  | 12   | 1440   |
| 08   | Christoph Hafer          | 04   | 04   | 04   | 05   | 06   | 07   | –    | –    | 08  | –   | 07  | –    | 1432   |
| 09   | Ralfs Bērziņš            | 05   | 05   | 09   | 06   | 09   | 08   | 07   | 10   | –   | 16  | –   | –    | 1416   |
| 10   | Rostislaw Gaitjukewitsch | –    | –    | –    | –    | 08   | 04   | 06   | 05   | 06  | 09  | 13  | 03   | 1360   |
| 11   | Romain Heinrich          | 11   | 09   | 12   | 09   | 13   | 10   | –    | –    | 12  | 15  | 12  | 08   | 1352   |
| 12   | Brad Hall                | –    | –    | –    | –    | 07   | 06   | 12   | 08   | 07  | 10  | 05  | 07   | 1296   |
| 13   | Patrick Baumgartner      | 07   | 11   | 10   | 11   | 17   | 14   | 18   | 15   | 16  | 22  | 20  | 21   | 1250   |
| 14   | Mihai Cristian Tentea    | 12   | 07   | 11   | 08   | 20   | 20   | 15   | 16   | 09  | 18  | –   | 19   | 1234   |
| 15   | Benjamin Maier           | –    | –    | –    | –    | 12   | 12   | 09   | 0    | 03  | 07  | 03  | 14   | 1088   |
| 16   | Mattia Variola           | 13   | 13   | 13   | 12   | 16   | 17   | 14   | 13   | –   | –   | –   | 16   | 1000   |
| 17   | Ivo de Bruin             | –    | –    | –    | –    | 15   | 13   | 13   | 11   | 13  | 14  | 22  | 12   | 0896   |
| 18   | Hans Peter Hannighofer   | –    | –    | –    | –    | –    | –    | 04   | 03   | –   | 04  | –   | 06   | 0760   |
| 19   | Alexei Stulnew           | –    | –    | –    | –    | 14   | 18   | 16   | 12   | 15  | 21  | 18  | 20   | 0730   |
| 20   | Markus Treichl           | –    | –    | –    | –    | 18   | 16   | 19   | 17   | –   | 17  | 17  | 15   | 0618   |
| 21   | Justin Kripps            | –    | –    | –    | –    | –    | –    | –    | –    | 05  | 03  | 04  | 0    | 0576   |
| 22   | Lamin Deen               | –    | –    | –    | –    | 19   | 19   | 17   | 18   | –   | 19  | 21  | 18   | 0532   |
| 23   | Codie Bascue             | –    | –    | –    | –    | –    | –    | –    | –    | 14  | 13  | 11  | 10   | 0512   |
| 24   | Chris Spring             | –    | –    | –    | –    | –    | –    | –    | –    | –   | 10  | 10  | 11   | 0416   |
| 25   | Yubjong Won              | –    | –    | –    | –    | –    | –    | –    | –    | –   | –   | 09  | 09   | 0304   |
| 26   | Shanwayne Stephens       | –    | –    | –    | –    | –    | –    | 20   | 19   | –   | –   | 24  | 23   | 0237   |
| 27   | Emils Cipulis            | –    | –    | 12   | –    | –    | –    | –    | –    | –   | –   | 27  | –    | 0216   |
| 28   | Geoffrey Gadbois         | –    | –    | –    | –    | –    | –    | –    | –    | 17  | 20  | 23  | –    | 0206   |
| 29   | Michael Kuonen           | –    | –    | –    | –    | –    | –    | –    | –    | –   | –   | 08  | –    | 0160   |
| 30   | Davis Kaufmanis          | 10   | –    | –    | –    | –    | –    | –    | –    | –   | –   | –   | –    | 0144   |
| 31   | Youngjin Suk             | –    | –    | –    | –    | –    | –    | –    | –    | –   | –   | 19  | 22   | 0130   |
| 32   | Rudy Rinaldi             | –    | –    | –    | –    | 21   | 21   | –    | –    | –   | –   | –   | –    | 0124   |
| 33   | Marco Lorenzoni          | –    | –    | –    | –    | –    | –    | –    | –    | –   | –   | –   | 24   | 1245   |

### Männer Viererbob
| Rang | Pilot                    | WIN | STM | KÖN | IGL | Punkte |
| ---- | ------------------------ | --- | --- | --- | --- | ------ |
| 01.  | Francesco Friedrich      | 01  | 01  | 01  | 01  | 900    |
| 02   | Benjamin Maier           | 03  | 02  | 02  | 02  | 830    |
| 03   | Justin Kripps            | 02  | 03  | 05  | 03  | 794    |
| 04   | Johannes Lochner         | 05  | 04  | 03  | 04  | 768    |
| 05   | Rostislaw Gaitjukewitsch | 04  | 06  | 09  | 05  | 704    |
| 06   | Christoph Hafer          | 06  | 09  | 04  | 09  | 672    |
| 07   | Alexei Stulnew           | 07  | 10  | 10  | 10  | 600    |
| 08   | Oskars Melbārdis         | –   | 05  | 06  | 12  | 488    |
| 09   | Dominik Dvořák           | 09  | 13  | 12  | 17  | 488    |
| 10   | Romain Heinrich          | 08  | 12  | 17  | 18  | 456    |
| 11   | Ivo de Bruin             | 11  | 18  | 16  | 15  | 0416   |
| 12   | Patrick Baumgartner      | 10  | 17  | 14  | 20  | 0412   |
| 13   | Christopher Spring       | –   | 11  | 08  | 16  | 0392   |
| 14   | Codie Bascue             | 14  | 15  | 22  | 13  | 0392   |
| 15   | Simon Friedli            | 13  | 08  | 19  | –   | 0354   |
| 16   | Lamin Deen               | –   | 16  | 13  | 11  | 0352   |
| 17   | Brad Hall                | 0   | 0   | 07  | 08  | 0328   |
| 18   | Mihai Christian Tentea   | 12  | 19  | –   | 14  | 0314   |
| 19   | Yunjong Won              | –   | –   | 11  | 07  | 0304   |
| 20   | Michael Vogt             | 14  | 07  | –   | –   | 0280   |
| 21   | Markus Treichl           | –   | 14  | 18  | 19  | 0266   |
| 22   | Geoffrey Gadbois         | 16  | 21  | 20  | –   | 0226   |
| 23   | Oskars Kibermanis        | –   | –   | –   | 05  | 0184   |
| 24   | Youngjin Suk             | –   | –   | 15  | 21  | 0166   |
| 25   | Ralfs Berzins            | –   | 20  | –   | –   | 0068   |
| 26   | Michael Kuonen           | –   | –   | 21  | –   | 0062   |
| 27   | Timo Rohner              | –   | –   | –   | 22  | 0056   |

### Männer Kombination
Für die Wertung der Kombination werden die Punkte aus den Ergebnissen des Zweier- und Viererbobs addiert.
| Rang | Pilot                    | 2er  | 4er  | Gesamtpunkte |
| ---- | ------------------------ | ---- | ---- | ------------ |
| 01   | Francesco Friedrich      | 2685 | 900  | 3585         |
| 02   | Johannes Lochner         | 2453 | 768  | 3221         |
| 03   | Dominik Dvořák           | 1880 | 488  | 2368         |
| 04   | Christoph Hafer          | 1432 | 672  | 2104         |
| 05   | Michael Vogt             | 1794 | 280  | 2074         |
| 06   | Rostislaw Gaitjukewitsch | 1360 | 704  | 2064         |
| 07   | Oskars Ķibermanis        | 1848 | 184  | 2032         |
| 08   | Oskars Melbārdis         | 1440 | 488  | 1928         |
| 09   | Benjamin Maier           | 1088 | 830  | 1918         |
| 10   | Simon Friedli            | 1472 | 354  | 1826         |
| 11.  | Romain Heinrich          | 1352 | 0456 | 1808         |
| 12.  | Patrick Baumgartner      | 1250 | 0412 | 1662         |
| 13.  | Brad Hall                | 1296 | 0328 | 1624         |
| 14.  | Mihai Christian Tentea   | 1234 | 0314 | 1548         |
| 15.  | Ralf Berzins             | 1416 | 0068 | 1484         |
| 16.  | Justin Kripps            | 0416 | 0794 | 1370         |
| 17.  | Alexei Stulnew           | 0730 | 0600 | 1330         |
| 18.  | Ivo de Bruin             | 0896 | 0416 | 1312         |
| 19.  | Codie Bascue             | 0512 | 0392 | 0904         |
| 20.  | Lamin Deen               | 0532 | 0352 | 0884         |
| 21.  | Markus Treichl           | 0618 | 0266 | 0884         |
| 22.  | Christopher Spring       | 0416 | 0392 | 0808         |
| 23.  | Won Yun-jong             | 0304 | 0304 | 0608         |
| 24.  | Geoffrey Gadbois         | 0206 | 0226 | 0432         |
| 25.  | Youngijn Suk             | 0130 | 0166 | 0296         |
| 26.  | Michael Kuonen           | 0160 | 1262 | 0222         |